# 吉夫霍恩
吉夫霍恩（德語：Gifhorn，發音：[ˈɡɪfhɔʁn] ⓘ）是德国下萨克森州吉夫霍恩县的城市，也是吉夫霍恩县的县治，面积105.39平方千米，2023年12月31日人口为43,941人。

## 友好城市
吉夫霍恩与以下城市结为友好城市：
- 英國 鄧弗里斯
- 德国 加尔德莱根
- 瑞典 哈尔斯贝里
- 乌克兰 科爾孫-舍甫琴柯夫斯基
- 希腊 克桑西